# Villa della Regina
La villa della Regina ou Vigna di Madama est un palais de la ville de Turin en Italie. Elle fut construite par la maison de Savoie au XVIIe siècle.
Elle est inscrite depuis 1997 au patrimoine mondial de l'UNESCO, aux côtés de 13 autres résidences de la famille royale de Savoie.

## Histoire
La structure originale est conçue début 1615 par Ascanio Vittozzi, soldat, ingénieur militaire et architecte italien. À sa mort en 1615, le projet passe à ses collaborateurs, l'architecte Amedeo di Castellamonte et son père Carlo. Le bâtiment d'origine est construit pour le prince-cardinal Maurice de Savoie sous le règne de son frère Victor-Amédée Ier, duc de Savoie. La propriété est construite comme une villa privée avec son propre vignoble, d'où son nom alternatif de Vigna di Madama. En 1637, le cardinal Maurice perd son frère, et sa belle-sœur Christine de France devient régente de Savoie pour son jeune fils, Charles Emmanuel II de Savoie.
Le prince Maurice de Savoie et son frère Thomas de Savoie-Carignan s'opposent à la Régence et s'enfuient en Espagne. Après son retour à Turin, Maurice décède à la villa en 1657 et la lègue à sa femme Louise-Christine de Savoie, qui y mourut également en 1692. À la mort de Louise-Christine en 1684, la villa revient à Anne-Marie d'Orléans, nièce de Louis XIV et épouse de Victor-Amédée II, duc de Savoie.
La majeure partie de la décoration actuelle de la Vigna di Madama est créée de son vivant. Son époux est roi de Sicile de 1713 à 1720, date à laquelle il échange la Sicile avec la Sardaigne. Dès lors, le bâtiment est connu sous le nom de villa della Regina (villa de la Reine).
Polyxène de Hesse-Rheinfels-Rotenbourg, belle-fille d'Anne-Marie, effectue quelques travaux dans le salon principal du bâtiment lorsqu'elle devient propriétaire de la villa en 1728 à la mort d'Anne-Marie.
La villa est ensuite utilisée par la reine de Sardaigne et duchesse du Piémont Marie-Antoinette d'Espagne. Elle reste propriété de la maison de Savoie jusqu'en 1868, date à laquelle elle est donnée par Victor-Emmanuel II à l'Institut national des filles de l'Armée italienne, qui la confie à l'État italien en 1994.
Endommagée durant la Seconde Guerre mondiale, elle est aujourd'hui ouverte au public afin de financer son entretien.

## Description
À l'intérieur de la villa se trouvent des fresques et des peintures de Giovanni Battista Crosato, Daniel Seiter et Corrado Giaquinto dans la salle principale, des grotesques de Filippo Minei et des peintures des frères Domenico et Giuseppe Valeriani dans les salles voisines.
On trouve également des cabinets chinois en bois laqué et doré.
Dans le parc se trouve le pavillon des Solinghi, bâtiment pagode dans lequel se réunissait l'Académie des Solinghi, un groupe d'intellectuels fondé par le cardinal Maurice.